# 시벨 잔
시벨 잔(Sibel Can, 1970년 8월 1일 ~ )은 튀르키예의 롬인 가수이다. 14세 시절에 벨리댄서로 활동을 시작했으며 1980년대 말부터 1990년대 초반에 매년 새로운 음반을 발표하면서 큰 인기를 끌었다.